# Rio Caproş
O Rio Caproş é um rio da Romênia, afluente do Hăghimaş, localizado no distrito de Harghita.